# Rekarjeva reka
Rekarjeva reka (tudi Rekarska reka) je pritok potoka Dobrunjščica, ki teče skozi naselje Sostro pri Ljubljani in se izliva v Ljubljanico.